# Nikolaï Ivanov
Pour les articles homonymes, voir Nikolaï Ivanov (homonymie).
 (octobre 2016).
Si vous disposez d'ouvrages ou d'articles de référence ou si vous connaissez des sites web de qualité traitant du thème abordé ici, merci de compléter l'article en donnant les références utiles à sa vérifiabilité et en les liant à la section « Notes et références ».
 Nikolaï Ioudovitch Ivanov (en russe : Никола́й Иу́дович Ивано́в) est un général russe, né en 1851 et décédé en 1919, qui combattit durant la Première Guerre mondiale.

## Carrière militaire
D'une famille de militaires, après ses études secondaires au 2e corps de cadets de Saint-Pétersbourg et une formation d'officier d'artillerie à l'école Mikhaïlovsky en 1869, il servit dans le IIIe régiment d'artillerie des Grenadiers de la Garde, puis au conflit Guerre russo-turque de 1877-1878. Il resta en Roumanie comme instructeur pour l'armée en formation. Il commanda ensuite la seconde batterie de la Garde Impériale à partir du 28 juillet 1884 pour devenir ensuite l'aide-de-camp du grand-duc Michel, le 14 décembre 1899.
Puis, la Guerre russo-japonaise éclatant, Nikolaï Ivanov servit dans l'armée russe de Mandchourie. À partir du 18 juillet 1904, il commanda le IIIe Corps d'armée sibérien. Se distinguant pendant ce conflit, il fut décoré de l'ordre de Saint-Georges de 4e classe, mais aussi de 3e classe avec épées et diamants. Après le conflit, il prit la tête de la logistique pour le retrait de l'Armée de Mandchourie.
Commandant d'un Corps d'armée du 19 décembre 1905 au 6 novembre 1907 dans le district militaire de Saint-Pétersbourg, il passa alors gouverneur général de la forteresse de Kronstadt et se distingua dans son rôle lors de la Révolution russe de 1905 en maintenant l'ordre parmi ses troupes. Son dernier commandement avant la Première Guerre mondiale fut celui du district militaire de Kiev à partir du 2 décembre 1908.

## Première Guerre mondiale

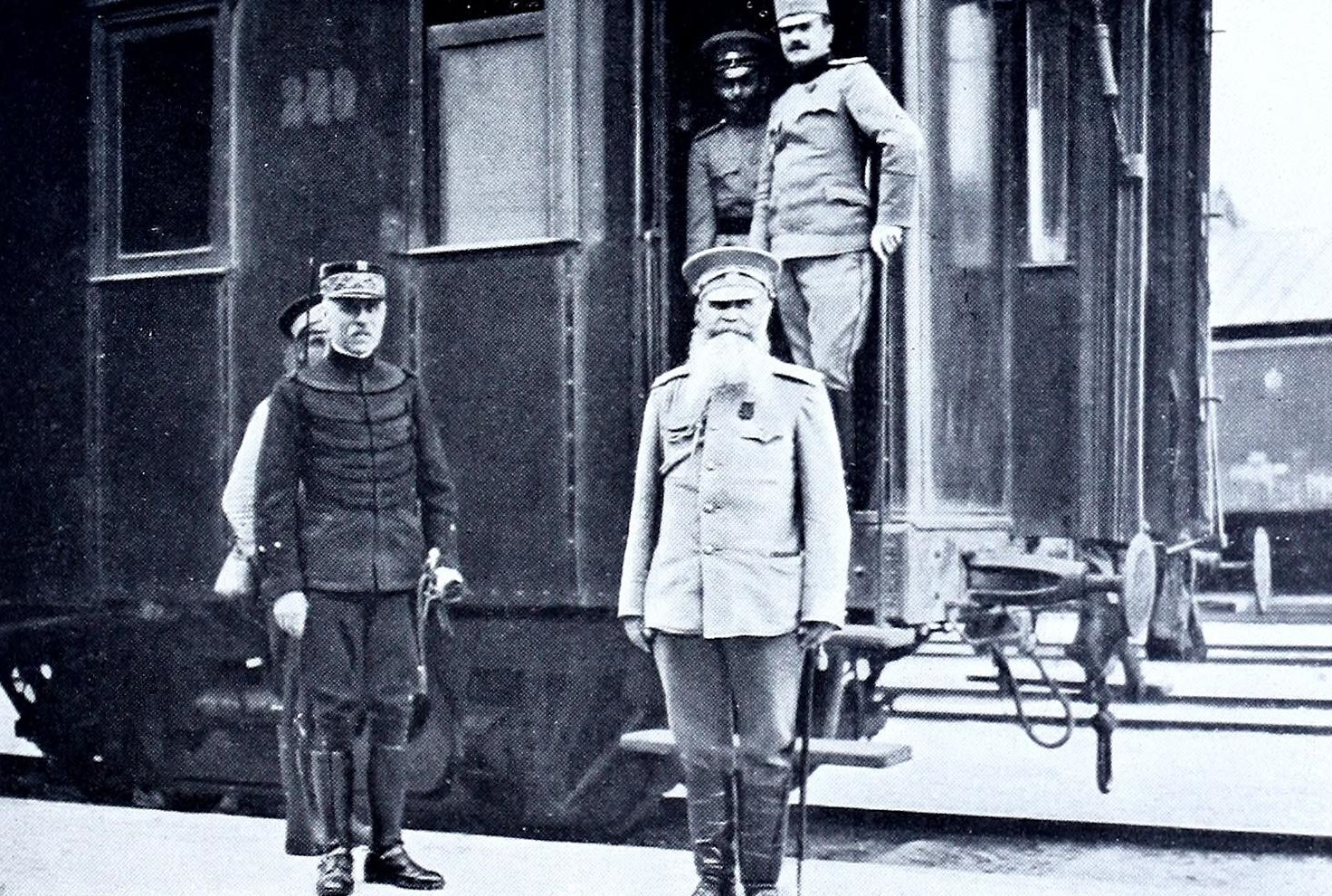
Le général Ivanov avec le général de Laguiche, 18 août 1914.

Nikolaï Ivanov reçoit le commandement du Front du Sud-Ouest de l'armée russe et combat en Galicie contre les Austro-Hongrois ; il remporte la bataille de Lemberg (Lviv) qui permet l'occupation de la Galicie orientale et de la Bucovine. La bataille des Carpates (décembre 1914-mars 1915), livrée en plein hiver, est coûteuse en hommes mais s'achève par la capitulation de la garnison austro-hongroise à l'issue du siège de Przemyśl. Ivanov est décoré de l'ordre de Saint-Vladimir de première classe avec épées. En mars 1916, il est remplacé par Alexeï Broussilov et passe au Conseil d'État, devenant conseiller pour les affaires militaires de Nicolas II, mais se trouve en butte à la censure de Mikhaïl Alekseïev dans l'application des plans. 
Pendant la Révolution, il est nommé commandant du district militaire de Pétrograd pour appliquer la loi martiale et réprimer les troubles le 27 février 1917. Le Gouvernement provisoire rend ce projet inapplicable. Ivanov part pour Kiev par Moscou ; il est arrêté par le soviet de Kiev et renvoyé à Pétrograd. Il est remis en liberté sous caution par Alexandre Kerenski.
Après la révolution d'Octobre, il fuit à Novotcherkassk pour rejoindre les armées blanches du sud de la Russie commandées par Piotr Krasnov. Ardent partisan du tsar, le général Ivanov lève une armée de cosaques pour combattre les armées rouges mais, en désaccord avec Piotr Wrangel, il est défait à Vechenskaïa et part rejoindre les cosaques du Don.
Le 27 janvier 1919, il décède de la fièvre typhoïde à Novotcherkassk ou à Odessa.